# Plios (Saràtov)
|  | Per a altres significats, vegeu «Plios (desambiguació)». |

Plios (en rus: Плёс) és un poble de l'óblast de Saràtov, a Rússia, segons el cens del 2010 tenia 335 habitants. Pertany al districte municipal de Mokroús.